# Tytroca disparoides
Tytroca disparoides är en fjärilsart som beskrevs av Embrik Strand 1917. Tytroca disparoides ingår i släktet Tytroca och familjen nattflyn. Inga underarter finns listade i Catalogue of Life.